# 淮海工学院东港学院
34°38′41″N 119°12′32″E / 34.644741°N 119.208931°E
淮海工学院东港学院是连云港市的一所本科院校。

## 历史
成立于1998年，是淮海工学院下属的民办二级本科院校，并且是江苏省首批的民办公有高校之一。2014年起停止招生。